# BaseN
BaseN là một công ty công nghệ quốc tế có trụ sở tại Helsinki, phần Lan. Công ty chuyên phát triển các phần mềm dạng dịch vụ cho các hệ thống quản lý dữ liệu chung hoặc cá nhân với nền tảng BaseN. Nền tảng BaseN được đánh giá là 1 nền tảng dành cho mạng lưới vạn vật kết nối Internet có khả năng mở rộng cao, khả năng phân phối sẵn có cũng như khả năng chịu lỗi. Nền tảng này giúp cho phép làm chủ hàng triệu vật được kết nối.
BaseN được thành lập ở năm 2001 bởi Pasi Hurri (Chủ tịch và Giám đốc điều hành).

## Lịch sử
BaseN ban đầu được phát triển cho mạng lưới viễn thông.
BaseN là một trong những người sáng lập của Hiệp hội FennoGrid có mục đích là chia sẻ thông tin trên mạng lưới, nghiên cứu và phát huy hợp tác trong các dự án trong lĩnh vực này. BaseN cũng là một thành viên của tổ chức quốc tế về khoa học điện tử Enabling Grids for E-sciencE.

## Tiêu thụ năng lượng trong nhà
Công nghệ Nhận thức Năng lượng của BaseN có khả năng cung cấp dữ liệu tiêu thụ năng lượng trong nhà cho người tiêu dùng.

## Giải thưởng
Vào năm 2013, BaseN được trao tặng hai giải thưởng bởi Diễn đàn TM: một giải thưởng Lưới thông minh Xúc tác Sáng tạo nhất - cho Khách hàng Kỹ thuật số và một cho Đóng góp quan trọng nhất cho Frameworx Chăm sóc sức khỏe điện tử - Chữa trị sự phức tạp.
- Trong năm 2009, BaseN đã được chọn trở thành 1 trong số 100 Nhà sáng tạo bền vững [4] trên toàn thế giới bởi Diễn đàn Toàn cầu.